# Imperi Habsburg
La Monarquia Habsburg (Habsburgermonarchie), Imperi Habsburg  (Habsburgerreich), Terres hereditaris dels Habsburg / Àustries (Habsburgische/Österreichische Erblande), Monarquia Austríaca (Österreichische Monarchie) de vegades citat també com a Monarquia del Danubi (Donaumonarchie), és la denominació no oficial entre els historiadors que reben els països i províncies que van ser governats per la branca austríaca menor de la Dinastia dels Habsburg fins a l'any 1780 i, després, per la branca successora dels Habsburg-Lorena, fins a l'any 1918.
L'Imperi Habsburg es definia per ser una monarquia composta format pels territoris dins i fora del Sacre Imperi Romanogermànic, sense cap constitució ni institucions compartides entre els regnes que constituïen la monarquia. Per tant, l'únic aspecte formal que unia tots els territoris era la figura del monarca. L'imperi va ser oficialment unificat i denominat com a Imperi Austríac de 1804 a 1867, i a partir de 1867 fins al seu col·lapse arran de la derrota a la Primera Guerra Mundial el 1918, va anomenar-se Imperi Austrohongarès.
Tots els designats com a emperador del Sacre Imperi de 1415 a 1806 pertanyien a la casa d'Habsburg, excepte Carles VII de Baviera, que durant tres anys –de 1742 a 1745– va ocupar el tron.

## Orígens i expansió

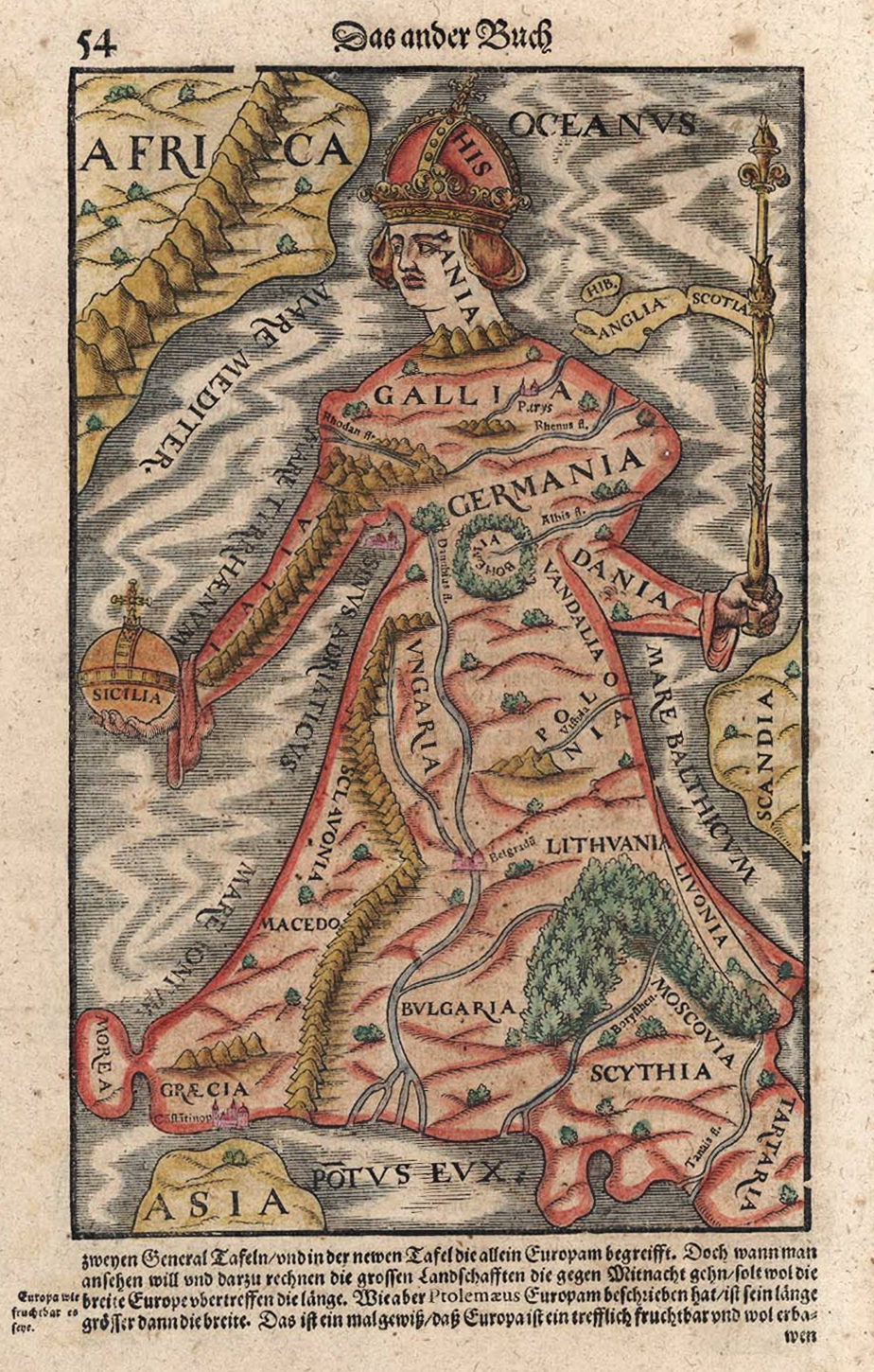
Europa regina, simbolitzant una Europa dominada pels Habsburg

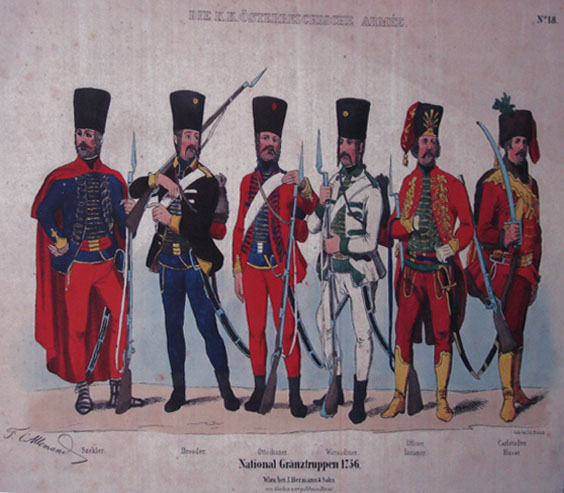
Soldats uniformats de la Frontera Militar establerts per a repel·lir les incursions dels turcs otomans, 1756

Els orígens del nom del castell dels Habsburg són incerts. Hi ha desacord sobre si el nom deriva de l'alt alemany Habichtsburg (castell del falcó), o de la paraula de l'alt alemany mitjà hab/hap que significa gual, ja que hi ha un riu amb un gual a prop. El primer ús documentat del nom per part de la pròpia dinastia es remunta a l'any 1108.
A la segona meitat del segle xiii, el comte Rodolf IV d'Habsburg s'havia convertit en un senyor territorial influent a la zona entre les muntanyes dels Vosges i el llac de Constança. L'1 d'octubre de 1273, va ser elegit com a candidat de compromís com a rei dels romans i va rebre el nom de Rodolf I d'Alemanya. La dinastia dels Habsburg com a governants del Sacre Imperi romanogermànic es començà l'any 1440, amb la pujada al poder de Frederic III com a rei d'Alemanya i, més tard, es consolidà quan el títol d'emperador del Sacre Imperi se li va atorgar el mateix l'any 1452.
Tot i això, es té constància de l'existència del nom de la família des del segle x. Des de l'any 1273, la família dels Habsburg havia ocupat el paper de rei dels Romans, amb la coronació de Rodolf I d'Alemanya, en què es va establir que el Ducat d'Àustria que romandria com a regió de l'imperi en la seva successió. La Dinastia dels Habsburg va guanyar preeminència a Europa amb el matrimoni de l'emperador Maximilià I amb Maria de Borgonya, annexant els Països Baixos al territori. El fill d'aquesta unió, Felip, va casar-se amb Joana de Castella, filla gran dels Reis Catòlics, l'any 1496. A partir d'aquí, l'Imperi dels Habsburg va passar a dominar un gran territori, ja que Isabel de Castella i Ferran d'Aragó s'havien apropiat de diversos territoris en forma de colònies des del 1492.
D'aquesta manera, el primogènit de Felip i Joana, Carles, va esdevenir emperador de tots els territoris en herència tant per la branca austríaca com per la castellana. Carles V va dividir la Casa en dues branques l'any 1556, quan va cedir Àustria i la Corona Imperial al seu germà Ferran, i l'Imperi Espanyol al seu fill Felip II.
Amb la victòria sobre la Tercera Coalició, Napoleó Bonaparte declarava la constitució del Sacre Imperi Romanogermànic abolida i els principats del Rin es van independitzar l'1 d'agost de 1806 formant la Confederació del Rin, i el 6 d'agost de 1806 el Sacre Imperi Romanogermànic desapareixia formalment, i els dominis de Francesc II es limitaren al nou Imperi Austríac. Els successors de Francesc van continuar titulant-se emperadors d'Àustria fins al 1918. L'emperador esdevingué emperador d'Àustria i obtingué diferents territoris secularitzats entre els quals destaca el Bisbat de Salzburg.
Amb la pèrdua de la província de Venècia pel Tractat de Viena i l'hegemonia del Regne de Prússia al final de la Guerra Austroprussiana, l'impuls cap a la unificació de tots els estats del nord d'Alemanya creà en 1867 la Confederació d'Alemanya del Nord encapçalada per Guillem I de Prússia, integrada per un govern federal de 21 estats del Nord que excloïa Àustria. Per primera vegada en més quatre-cents anys els Habsburg quedaven relegats als seus dominis austríacs i fora de joc tant a Itàlia com a Alemanya, concloent el Compromís Austrohongarès de 1867, que va atorgar una major autonomia a Hongria i va transformar l'Imperi austríac en la monarquia dual de l'Imperi Austrohongarès.

## L'Imperi

### Noms de l'imperi
- Monarquia dels Habsburg o monarquia austríaca (1526-1867): aquest va ser un nom no oficial, molt freqüent fins i tot en aquell moment. L'entitat no té un nom oficial.
- Imperi d'Àustria (1804-1867): aquest n'era el nom oficial. S'ha de tenir en compte que la versió alemanya és Kaisertum Österreich; en alemany, però, el terme imperi es refereix a un ampli domini territorial no necessàriament governat per un emperador.
- Àustria-Hongria (1867-1918): aquest va esdevenir-ne el nom oficial.[10][11][12] Un nom popular no oficial fou el de Monarquia del Danubi (Donaumonarchie en alemany), i també s'usà sovint el terme Doppel-Monarchie (doble monarquia), que significa dos estats sota un governant coronat.
- Terres de la Corona —Kronländer— (1849-1918): aquest és el nom de totes les parts individuals de l'Imperi d'Àustria (1849-1867), i després d'Àustria-Hongria a partir del 1867. El Regne d'Hongria (més exactament les Terres de la Corona d'Hongria) no era considerat una "terra de la corona" després de l'establiment d'Àustria-Hongria del 1867, per la qual cosa els "monàrquics" es van convertir en els regnes i les terres representades al Consell Imperial (Die im Reichsrate vertretenen Königreiche und Länder).

Les parts hongareses de l'imperi s'anomenaren "Terres de la Sagrada Corona d'Hongria de Sant Esteve" o "Terres de la Santa Corona de (St.) Esteve" (Länder der Heiligen Stephans Krone). Les terres de Bohèmia (Txèquia) foren anomenades "Terres de la Corona de Sant Wenceslau" (Länder der Wenzels-Krone).
- Terres d'Àustria (Österreichische Länder) o Arxiducats d'Àustria (Erzherzogtümer von Österreich) - Terres de dalt i per sota de l'Enns (Ober und der unter Enns) (996-1918): aquest és el nom històric de les parts de l'Arxiducat d'Àustria que es va convertir en l'actual República d'Àustria (Republik Österreich) el 12 novembre 1918 (després que l'emperador Carles I abdiqués del tron). Avui en dia, Àustria és una república semifederal amb nou estats (Bundesländer) que són: Baixa Àustria, Alta Àustria, Tirol, Estíria, Salzburg, Caríntia, Vorarlberg i Burgenland i la capital, Viena, que és un estat propi. El Burgenland s'uní a Àustria el 1921 provinent d'Hongria. Salzburg finalment esdevingué austríaca el 1816 després de les guerres napoleòniques (abans que fos governat per prínceps arquebisbes de Salzburg com un territori sobirà).

- Viena, capital d'Àustria, es va convertir en un estat l'1 de gener de 1922, després d'haver estat residència i capital de l'Imperi austríac (Reichshaupt und Residenzstadt Wien) dels Àustries durant segles. L'Alta i la Baixa Àustria, històricament, es van dividir en "Àustria per sobre de l'Enns" i "Àustria per sota de l'Enns" (el riu Enns és la frontera entre l'Àustria Superior i Inferior). L'Alta Àustria s'amplià després del Tractat de Teschen (1779) després de la Guerra de Successió bavaresa per l'anomenada Innviertel, abans part de Baviera.

- Terres hereditàries (Erblande o Erbländer; majorment Österreichische Erblande), terres hereditàries alemanyes (en la monarquia austríaca) o terres hereditàries austríaques (edat mitjana - 1849/1918): en un sentit més estricte aquests eren els territoris "originaris" dels Habsburg, és a dir, bàsicament les terres austríaques i Carniola (sense Galítsia, els territoris italians o els Països Baixos austríacs).
- En un sentit ampli també s'hi incloïen les Terres de la Corona de Bohèmia (a partir del 1526; indubtablement des del 1620-1627) les terres hereditàries. El terme se substituí pel terme "monàrquics" (vegeu més amunt) en la Constitució de març del 1849; també, però, se'n va utilitzar després.
- L'Erblande també va incloure una gran quantitat de territoris més petits que eren principats, ducats o comtats etc.; alguns d'ells es poden trobar en els títols regnants dels Àustries, com Graf (comte) von Tirol, etc.

### Territoris

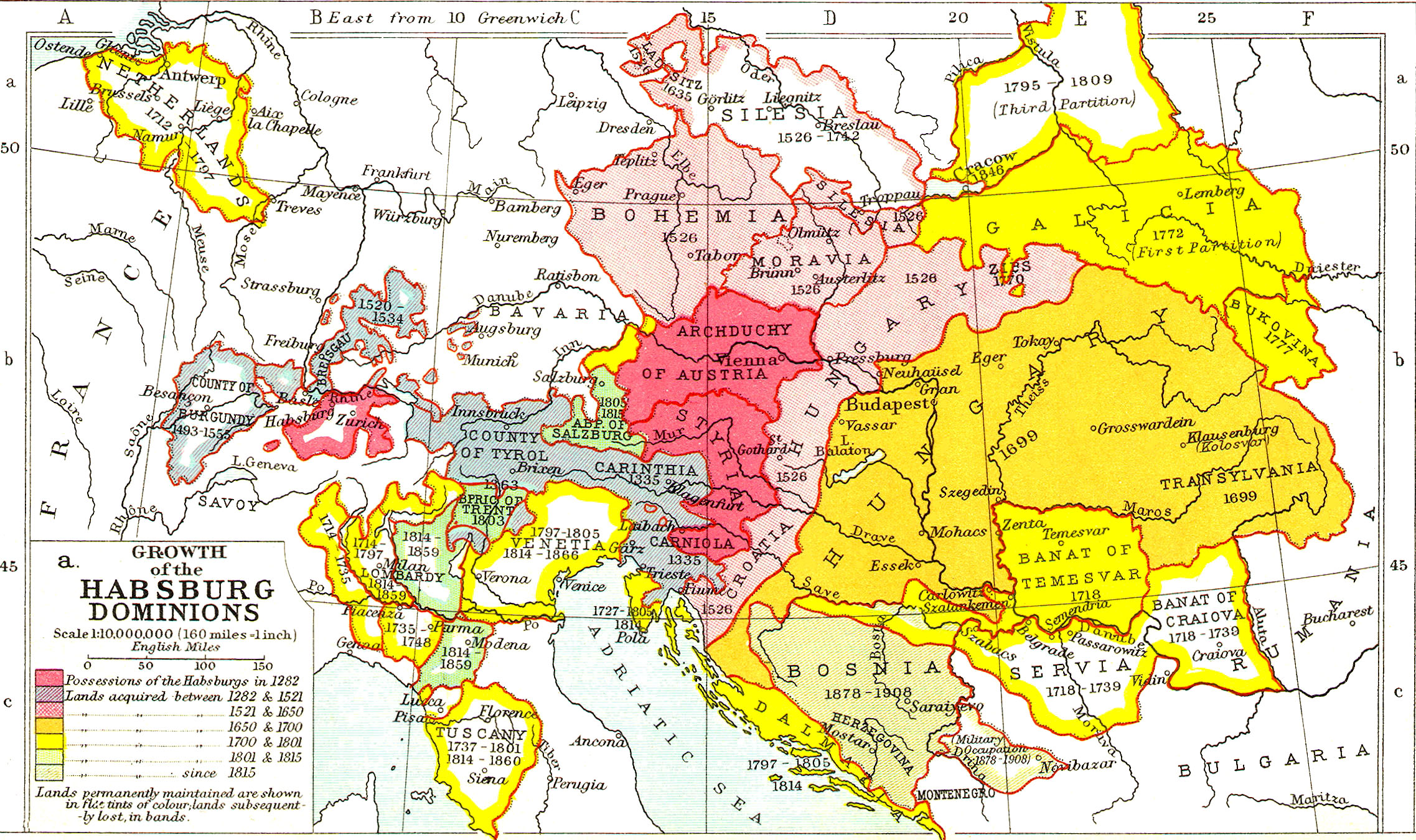
Extensió al llarg dels segles de l'Imperi dels Habsburg

Els territoris governats per la branca austríaca dels Habsburg van canviar al llarg dels segles, però se'n pot fer una separació en quatre blocs:
- Les Terres Hereditàries que cobrien la major part dels actuals estats d'Àustria i Eslovènia, així com els territoris al nord-est d'Itàlia i (abans del 1797) al sud-oest d'Alemanya. A aquests s'hi van afegir el 1779 l'Innviertel de Baviera; i el 1803 els bisbats de Trento i Brixen. Les guerres napoleòniques provocaren interrupcions i es van perdre moltes parts de les terres hereditàries; totes aquestes, però, juntament amb l'antic Arquebisbat de Salzburg, que prèviament havia estat annexat entre 1805 i 1809, es recuperaren en la pau de 1815, amb l'excepció de l'Àustria Anterior. Les províncies hereditàries inclouen:

- Arxiducat d'Àustria (Alta Àustria);
- Arxiducat d'Àustria (Baixa Àustria);
- Ducat d'Estíria;
- Ducat de Caríntia;
- Ducat de Carniola;
- El port Adriàtic de Trieste;
- Regió d'Ístria (tot i que gran part d'Ístria era territori venecià fins al 1797);
- Gorizia i Gradisca: aquestes terres (3-8) sovint s'agrupen com a Àustria Interior.
- El Comtat del Tirol (tot i que els bisbats de Trento i Brixen van dominar sobre el que es convertiria en el Tirol del Sud abans del 1803);
- El Vorarlberg (en realitat una conjunt de províncies, només es van unir al segle xix);
- L'Àustria Anterior, un grup de territoris de Friburg i d'altres llocs al sud-oest d'Alemanya que va perdre el 1801 (tot i que els territoris d'Alsàcia (Sundgau) que havien format part d'ella s'havien perdut ja el 1648);
- Vorarlberg i Vorlande sovint s'agrupen com a Àustria Anterior i són governats conjuntament amb el Tirol.
- Gran Ducat de Salzburg (només després del 1805);

- Les Terres de la Corona de Bohèmia: Regne de Bohèmia, la Marca de Moràvia, Silèsia i l'Alta i la Baixa Lusàcia. Dieta de Bohèmia (Snem zemsky en txec) elegiren Ferran, més tard emperador Ferran I del Sacre Imperi romanogermànic, com a rei, el 1526.

- Lusàcia va ser cedida a Saxònia el 1635.
- La major part de Silèsia va ser conquerida per Prússia entre 1740 i 1742 i les restes que es va mantenir sota la sobirania dels Habsburg van ser governades com a Ducat de l'Alta i Baixa Silèsia (Silèsia Austríaca).

- Al Regne d'Hongria dos terços del territori anterior que va ser administrat pel Regne medieval d'Hongria fou conquerit per l'Imperi Otomà i el Principat de Transsilvània, vassall otomà, mentre que l'administració dels Habsburg estava restringida als territoris de l'oest i nord de l'antic regne. El 1699, al final de les guerres Habsburg-Otomanes, part dels territoris que van ser administrats per l'antic regne medieval d'Hongria quedaren sota l'administració dels Habsburg, amb algunes altres àrees que es van obtenir el 1718 (alguns dels territoris que formaven part del regne medieval, especialment les situades al sud dels rius Sava i Danubi, es va mantenir sota administració otomana).

Al llarg de la seva història hi va haver altres regions dominades pel govern de la branca austríaca dels Habsburg (alguns d'aquests territoris eren governats per altres línies derivades dels Habsburg):
- El Regne de Croàcia (1527-1868);
- El Regne d'Eslavònia (1699-1868);
- El Gran Principat de Transsilvània, entre 1699 (Tractat de Karlowitz) i 1867 (Ausgleich);
- Els Països Baixos austríacs, que consistien en la major part de Bèlgica i Luxemburg modernes (1713-1792);
- El Ducat de Milà (1713-1797);
- El Regne de Nàpols (1713-1735);
- El Regne de Sardenya (1713-1720);
- El Regne de Sèrbia (1718-1739);
- El Banat de Temeswar (1718-1778);
- Oltènia (1718-1739, de facto, 1737), com Gran Voivodat (de vegades designat com Valachia Cesarea);
- El Regne de Sicília (1720-1735);
- El Ducat de Parma (1735-1748);
- El Regne de Galítsia i Lodomèria, a cavall de les Polònia i Ucraïna modernes (1772-1918);
- Ducat de Bucovina (1774-1918);
- Nova Galítsia, les terres poloneses, incloent Cracòvia, preses en la tercera partició de Polònia (1795-1809);
- Venècia (1797-1805);
- Regne de Dalmàcia (1797-1805, 1814-1918);
- Regne llombardovènet (1814-1859);
- Cracòvia, que va ser incorporada a Galítsia (1846-1918);
- El Voivodina de Sèrbia (1848-1849); entitat de facto, no reconeguda oficialment;
- El Voivodat de Sèrbia i Banat de Temeswar (1849-1860);
- El Regne de Croàcia-Eslavònia (1868-1918);
- Sandjak de Novi Pazar: ocupat el 1878-1913;
- Bòsnia i Hercegovina (1878-1918).

Els límits d'alguns d'aquests territoris van variar durant el període indicat, i uns altres van ser governats per una línia secundària dels Habsburg.
Les diverses possessions dels Habsburg en realitat mai van formar un país, cada província va ser governada d'acord els seus propis costums particulars. Fins a mitjans del segle xvii, no totes les províncies van ser governades necessàriament pels mateixos membres de la família, sinó que parts de les terres hereditàries foren apanatges privats. Hi hagué intents seriosos de centralització durant el regnat de Maria Teresa i especialment durant el del seu fill Josep II a finals del segle xvi, però molts se n'abandonaren després de la resistència a gran escala als intents de reforma més radicals de Josep, malgrat que una política més cautelosa de centralització va continuar durant el període revolucionari i el llarg període de Metternich següent.
Un nou intent potent de centralització començà el 1849 arran de la supressió de les diverses revolucions de 1848. Per primer cop, els ministres van tractar de transformar la monarquia en un estat burocràtic centralitzat governat des de Viena. El Regne d'Hongria, en particular, va deixar d'existir com una entitat separada, i es dividí en una sèrie de districtes. Després de la derrota dels Habsburg en les guerres de 1859 i 1866, s'abandonà aquesta política, i després de diversos anys d'experimentació en la dècada de 1860, s'arribà al famós compromís austrohongarès de 1867, de manera que es creà l'anomenada monarquia dual d'Àustria-Hongria. En aquest sistema, el Regne d'Hongria fou dotat de sobirania i un parlament, amb només una unió personal i una política exterior i militar conjunta que connectava amb altres territoris dels Habsburg. Tot i que es fa referència a les terres dels Habsburg no hongareses, sovint, erròniament, sota el nom d'"Àustria", tingueren el seu propi parlament central (Reichsrat o Consell Imperial) i ministeris, com el seu nom oficial -els "Regnes i Terres representades al Consell Imperial"- i estigueren a prop de ser un estat unitari genuí. Quan es va annexionar Bòsnia i Hercegovina (després d'un llarg període d'ocupació i administració), no s'incorporà en cap de les meitats de la monarquia, sinó que fou regida pel Ministeri d'Hisenda conjunt.
Àustria-Hongria col·lapsà sota el pes dels diversos problemes ètnics no resolts que van arribar al seu punt culminant amb la derrota en la Primera Guerra Mundial. En l'acord de pau subsegüent, se cediren porcions territorials significatives a Romania i Itàlia. Es crearen les noves repúbliques d'Àustria i Hongria (el nucli magiar de l'antic regne) i la resta del territori de la monarquia es va repartir entre els nous estats de Polònia, Regne dels Serbis, Croats i Eslovens (posteriorment Iugoslàvia), i Txecoslovàquia.

### Territoris dels Habsburg fora de la monarquia dels Habsburg

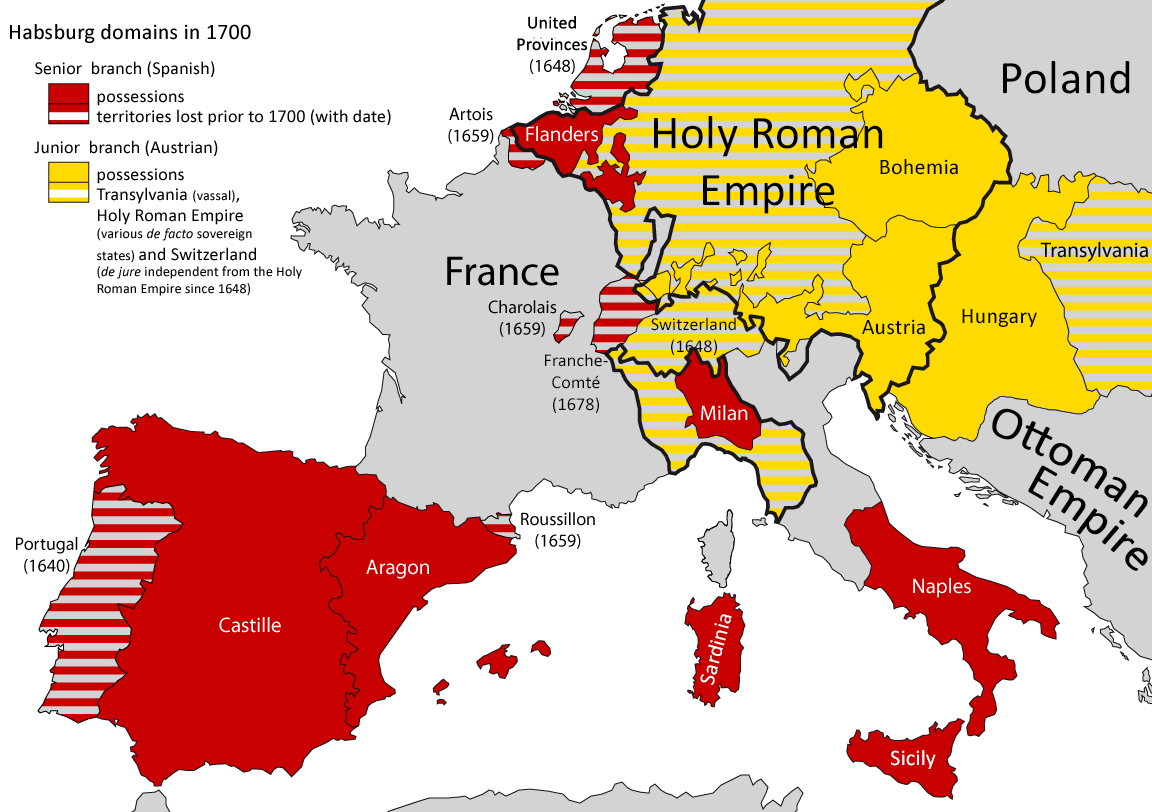
Territoris dels Habsburg cap al 1700. La monarquia dels Habsburg es mostra en groc mentre que els territoris del Àustries espanyols es representen de color vermell

La monarquia dels Habsburg no s'ha de confondre amb diversos altres territoris governats en diferents moments pels membres de la dinastia dels Habsburg, la branca dels Àustries que governaren parts de la península Ibèrica i altres territoris a partir del 1516 fins que es va extingir el 1700. Una línia menor governà la Toscana entre 1765 i 1801, i novament de 1814 a 1859. Aquesta línia governà Salzburg des del 1803 fins al 1805, i Würzburg des del 1805 fins al 1814. Una altra línia governà el Ducat de Mòdena (1814-1859), mentre que l'emperadriu Maria Lluïsa d'Àustria, la segona esposa de Napoleó i filla de l'emperador austríac Francesc, governà el Ducat de Parma entre 1814 i 1847. A més, el Segon Imperi mexicà, 1863-1867, va estar encapçalat per Maximilià I de Mèxic, germà de l'emperador Francesc Josep d'Àustria.